# L’Albagés
L'Albagés – gmina w Hiszpanii, w prowincji Lleida, w Katalonii, o powierzchni 26,03 km². W 2011 roku gmina liczyła 425 mieszkańców.